# Babinek (powiat pyrzycki)
Babinek – wieś sołecka w województwie zachodniopomorskim, w powiecie pyrzyckim, w gminie Bielice, na południowo-wschodnim obrzeżu Szczecińskiego Parku Krajobrazowego „Puszcza Bukowa”.
Wieś jest oddalona 4 km na południowy zachód od Starego Czarnowa i 2,5 km na północ od wsi Babin.
We wsi kamienno-ceglany spichlerz z XIX wieku.
Przez wieś prowadzi znakowany czerwony turystyczny Szlak przez Trawiastą Buczynę.
- 1,5 km na północny wschód w Lesie Budy rezerwat przyrody „Trawiasta Buczyna”, w którym cmentarzysko z epoki brązu (pięć kurhanów)[3].

W latach 1975–1998 miejscowość należała administracyjnie do województwa szczecińskiego.